# Alexa Tarantino

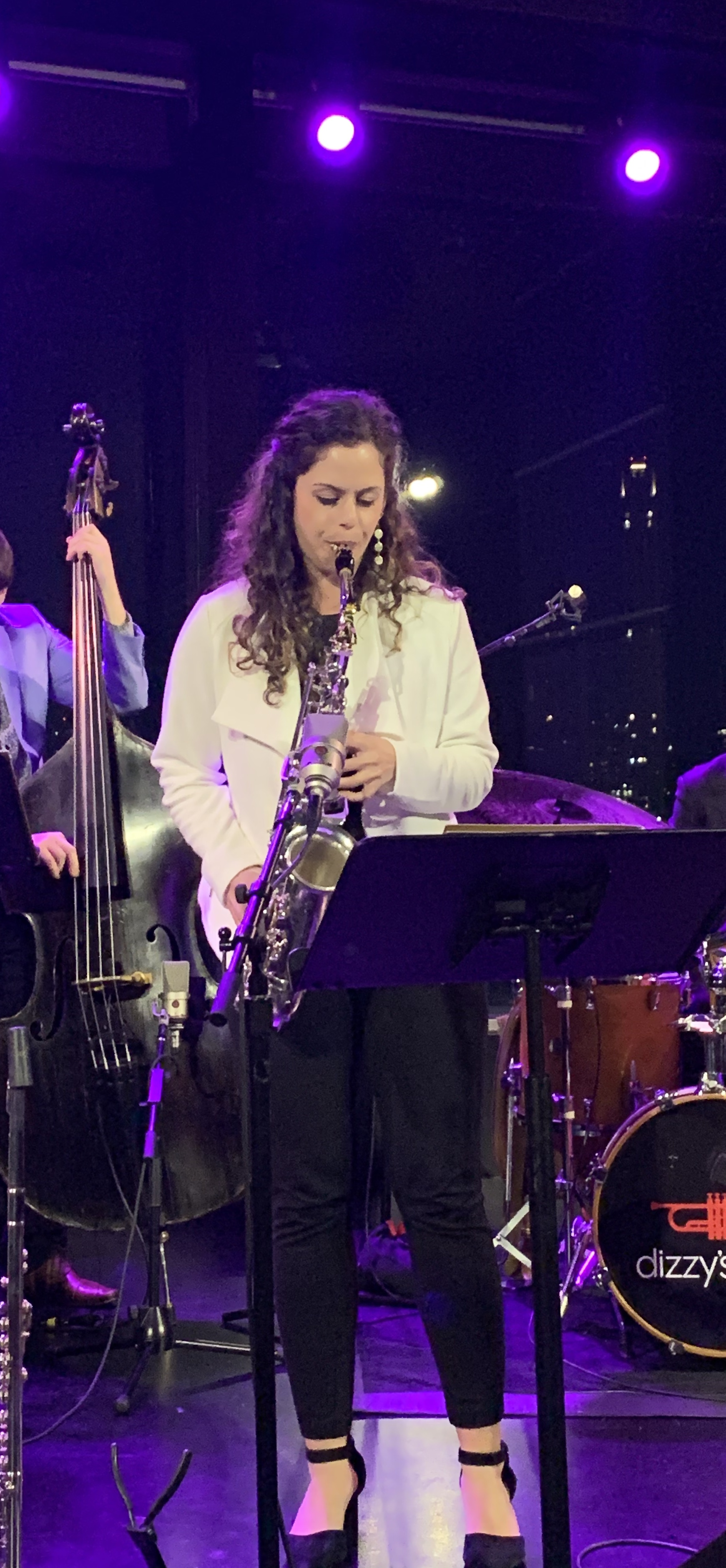
Alexa Tarantino (2020)

Alexa Tarantino (* 30. Mai 1992 in West Hartford) ist eine amerikanische Jazzmusikerin (Alt- und Sopransaxophon, auch Klarinette und Flöten, Komposition).

## Leben und Wirken
Tarantino studierte bis zum Bachelor an der Eastman School of Music. Sie erhielt ihren Master-Abschluss in Jazz Studies an der Juilliard School.
Tarantino legte 2015 gemeinsam mit Dariusz Terefenko das Album Crossing Paths vor. Dann gründete ihre eigenen Gruppen, zunächst ein Sextett, und legte bisher drei Alben unter eigenem Namen bei Posi-Tone Records vor, zuletzt 2021 Firefly. Gemeinsam mit der Baritonsaxophonistin Lauren Sevian leitet sie zudem das Quintett LSAT, das als Gewinner der Made in New York Jazz Competition auch mit Randy Brecker und John Patitucci auftrat. Weiterhin war sie mit Wynton Marsalis und den Young Stars of Jazz beim Festival Jazz in Marciac und mit Ryan Truesdells Gil Evans Project bei Umbria Jazz zu erleben. Renee Rosnes holte sie in das Septett Artemis, mit dem sie 2023 das Album In Real Time bei Blue Note Records veröffentlichte. Sie ist auch auf Alben von Arturo O’Farrills Afro Latin Jazz Orchestra, der Ulysses Owens Jr. Big Band, von Chris Teal, von Cécile McLorin Salvant (Ghost Song), von Steven Feifke und Isaiah J. Thompson
(A Guaraldi Holiday, 2023) zu hören.
Als Komponistin bzw. Arrangeurin arbeitete Tarantino für Lauren Sevians Bliss, für Sherrie Maricle & The Diva Jazz Orchestra und für Cécile McLorin Salvant. Zudem ist sie Mitglied des Lehrkörpers für die Jugendbildungsprogramme am Jazz at Lincoln Center und leitet eine der Big Bands der High School Jazz Academy.
In der Kritikerumfrage des Down Beat für 2020 und 2021 wurde Tarantino als „Rising Star – Alto Saxophone“ nominiert. 2023 wurde sie dort zum „Rising Star – Soprano Saxophone“ erklärt.